# Pareuchaetes misatlensis
Pareuchaetes misatlensis är en fjärilsart som beskrevs av Rego Barros 1956. Pareuchaetes misatlensis ingår i släktet Pareuchaetes och familjen björnspinnare. Inga underarter finns listade i Catalogue of Life.